# Caraquet
Caraquet är en ort i Kanada.   Den ligger i provinsen New Brunswick, i den östra delen av landet, 800 km öster om huvudstaden Ottawa. Caraquet ligger 16 meter över havet och antalet invånare är 4 169.
Terrängen runt Caraquet är platt. Havet är nära Caraquet åt nordväst. Runt Caraquet är det glesbefolkat, med 12 invånare per kvadratkilometer.. Caraquet är det största samhället i trakten.
I omgivningarna runt Caraquet växer i huvudsak blandskog.